# Allée couverte von Reclus
Die Allée couverte von Reclus (auch Reclus Allée Dolmen genannt) liegt in Bannay bei Epernay im Département Marne in Frankreich. Sie ist seit 1930 als Monument historique klassifiziert.
Das Galeriegrab liegt im Wald über dem Fluss Petit Morin. Die Reste des Erdhügels haben etwa 5,0 m Durchmesser und sind 2,5 m hoch. Die Kammer ist etwa 4,0 m lang, 1,0 m breit und 1,4 m hoch. Eine lokale Broschüre behauptet, es gebe die Ritzungen zweier Hirsche auf der Innenseite eines der sieben Tragsteine, auf denen drei Deckenplatten lagern. Der vordere Stein der Decke ist als Sturz von außen sichtbar.